# Wesley Matthews
Wesley Joel Matthews Jr. (San Antonio, 14 de outubro de 1986) é um jogador norte-americano de basquete profissional que atualmente joga no Atlanta Hawks da National Basketball Association (NBA).
Ele jogou basquete universitário na Universidade de Marquette e não foi selecionado no draft da NBA de 2009. Além dos Bucks, ele jogou no Utah Jazz, Portland Trail Blazers, Dallas Mavericks, New York Knicks, Indiana Pacers, Los Angeles Lakers e Atlanta Hawks.
Ele é filho do ex-jogador da NBA, Wes Matthews.

## Primeiros anos
Matthews nasceu em San Antonio, Texas, filho de Wes Matthews, ex-armador da NBA e bicampeão da NBA com o Los Angeles Lakers nas temporadas de 1986–87 e 1987–88, e Pam Moore, corredora e ex-jogadora de basquete.
Matthews estrelou os times de basquete e futebol americano da James Madison Memorial High School. Ele foi nomeado Sr. Basketball de Wisconsin em 2005.

## Carreira universitária
Matthews escolheu frequentar a Universidade de Marquette, apesar de ter sido pressionado a jogar pela Universidade de Wisconsin-Madison pelo seu pai.
Wesley foi o maior dos "três amigos", os três armadores da equipe titular de Marquette. Este trio, Dominic James, Jerel McNeal e Matthews, foi titular em quase todos os jogos desde o primeiro ano.
Com a sua falta de altura na temporada de 2008-09, Matthews aprendeu a jogar contra oponentes maiores e se tornou um dos jogadores mais dominantes do país. Ele pegou 13 rebotes em uma vitória de 48 pontos de Marquette sobre o oponente da Divisão II, Lewis Flyers, em 28 de dezembro de 2005.
Em um jogo contra o Universidade do Tennessee em 16 de dezembro de 2008, ele marcou 30 pontos, acertando 15 de 18 lances livres.

## Carreira profissional

### Utah Jazz (2009–2010)
Depois de não ser selecionado no draft da NBA de 2009, Matthews se juntou ao Utah Jazz para a Summer League de Orlando e ao Sacramento Kings para a Summer League de Las Vegas.
Em setembro de 2009, ele assinou um contrato de um ano e US$457 mil com o Jazz. Em fevereiro de 2010, após a troca de Ronnie Brewer, o técnico Jerry Sloan fez de Matthews o ala-armador titular da equipe.
Em 29 de junho de 2010, o Jazz tornou Matthews um agente livre restrito.
Em sua única temporada no Jazz, ele jogou em 82 jogos e teve médias de 9.4 pontos, 2.3 rebotes e 1.5 assistências em 24.7 minutos.

### Portland Trail Blazers (2010–2015)
Em 21 de julho de 2010, o Portland Trail Blazers assinou um contrato de US $ 34 milhões por cinco anos com Matthews.
Em sua primeira temporada no Portland, Matthews teve média de 15,9 pontos e seu acerto nos arremesso de três pontos melhorou de 38% para 41%. Depois que Brandon Roy começou a perder tempo devido a problemas no joelho, Matthews ganhou uma vaga na equipe titular dos Blazers.
Ele jogou em 250 jogos consecutivos da NBA antes de ser forçado a ficar de fora de um jogo em 10 de dezembro de 2012, devido a uma lesão no quadril esquerdo. A capacidade e a disposição de Matthews de lidar com pequenas lesões e dores lhe valeram o apelido de "Iron Man (Homem de Ferro)".
Em 23 de novembro de 2013, em um jogo contra o Golden State Warriors, Matthews se envolveu em uma briga e foi expulso junto com seu companheiro de equipe, Mo Williams. Ele marcou 23 pontos em 25 minutos de ação antes de sair do jogo. Em 25 de novembro, foi anunciado que ele foi multado em US $ 20.000.
Em 17 de janeiro de 2015, Matthews se tornou o líder de todos os tempos do Trail Blazers em cestas de três pontos, ultrapassando o recorde de 773 de Terry Porter. Em 5 de março de 2015, em um jogo contra o Dallas Mavericks, ele rasgou o tendão de Aquiles esquerdo e foi posteriormente descartado pelo resto da temporada.
Em 5 temporadas em Portland, ele jogou em 359 jogos e registrou 5.525 pontos, 1.184 rebotes, 787 assistências, 441 roubadas de bola e 66 bloqueios. Ele terminou em 3° na história da franquia em mais arremessos de três pontos (2.096) e em mais cestas de três pontos (826).

### Dallas Mavericks (2015–2019)
Em 9 de julho de 2015, Matthews assinou um contrato de quatro anos e US$ 70 milhões com o Dallas Mavericks. Em 6 de dezembro de 2015, ele marcou 28 de seus 36 pontos no segundo tempo da vitória dos Mavs por 116-104 sobre o Washington Wizards. Ele acertou 10 cestas de três pontos no jogo.
Em 30 de novembro de 2016, Matthews marcou 26 pontos em uma derrota de 94-87 para o San Antonio Spurs. Ele empatou essa marca três vezes no início de dezembro.
Em 24 de janeiro de 2018, ele registrou 29 pontos e sete cestas de três pontos em uma derrota por 104-97 para o Houston Rockets. Em 13 de fevereiro de 2018, em uma derrota de 114-109 para o Sacramento Kings, Matthews se tornou o sétimo jogador de Dallas a acertar 500 cestas de três pontos com a equipe. Em janeiro de 2019, Matthews se tornou o sexto jogador na história dos Mavericks a fazer 600 cestas de três pontos e o primeiro jogador não selecionado no draft da história da NBA (e o 31º no geral) a fazer 1.500 pontos.
Em 5 temporadas em Dallas, ele jogou em 258 jogos e registrou 3.340 pontos, 797 rebotes, 633 assistências, 264 roubadas de bola e 60 bloqueios. Ele terminou em 6° na história da franquia em mais arremessos de três pontos (1.669) e em mais cestas de três pontos (616).

### New York Knicks (2019)
Em 31 de janeiro de 2019, Matthews foi negociado, junto com Dennis Smith Jr., DeAndre Jordan e escolhas dos draft, com o New York Knicks em troca de Kristaps Porzingis, Courtney Lee, Tim Hardaway Jr. and Trey Burke. Em 7 de fevereiro, Matthews foi dispensado pelos Knicks.

### Indiana Pacers (2019)
Em 10 de fevereiro de 2019, Matthews assinou um contrato de 1 ano e US$738 mil com o Indiana Pacers. Em 22 de fevereiro, Matthews fez 6 cestas de três pontos e terminou o jogo com 24 pontos, liderando os Pacers em uma vitória sobre o New Orleans Pelicans.

### Milwaukee Bucks (2019–2020)
Em 12 de julho de 2019, Matthews assinou um contrato de 2 anos US$5.2 milhões com o Milwaukee Bucks.
Em 25 de novembro de 2019, Matthews registrou 19 pontos e 4 rebotes no lugar do lesionado Khris Middleton em um jogo contra o Utah Jazz. Em 22 de dezembro, ele novamente marcou 19 pontos, desta vez em uma vitória contra seu time anterior, os Pacers.

### Los Angeles Lakers (2020–2021)
Em 22 de novembro de 2020, Matthews assinou um contrato de 1 ano e US$3.6 milhões com o Los Angeles Lakers. Ele jogou em 58 jogos e teve média de apenas 4,8 pontos com uma porcentagem de arremessos de 3 pontos de 33%, a pior da carreira.

### Retorno a Milwaukee (2021–2023)
Em 3 de dezembro de 2021, Matthews foi contratado até o fim da temporada pelo Milwaukee Bucks.
Durante o jogo do Natal, Matthews marcou apenas 9 pontos, mas deu aos Bucks a liderança fazendo um arremesso de 3 pontos com 30 segundos restantes para ajudar a completar uma virada de 19 pontos, em uma vitória por 117-113 sobre o Boston Celtics. Matthews foi inserido no time titular pelo treinador Mike Budenholzer no final da temporada regular para fornecer uma presença defensiva ao lado de Jrue Holiday.
Em 6 de julho de 2022, Matthews renovou seu contrato com o Bucks por 1 ano e US$2.9 milhões.

### Atlanta Hawks (2023–Presente)
Em 22 de julho de 2023, Matthews assinou um contrato de 1 ano e US$3.2 milhões com o Atlanta Hawks.

## Estatísticas da carreira

### NBA

#### Temporada regular
| Ano      | Equipe      | PJ  | PT  | MPJ  | AP   | 3P   | LL   | RT  | AS  | BR  | TO | PPJ  |
| -------- | ----------- | --- | --- | ---- | ---- | ---- | ---- | --- | --- | --- | -- | ---- |
| 2009–10  | Utah        | 82  | 48  | 24.7 | .483 | .382 | .829 | 2.3 | 1.5 | .8  | .2 | 9.4  |
| 2010–11  | Portland    | 82  | 69  | 33.6 | .449 | .407 | .844 | 3.1 | 2.0 | 1.2 | .1 | 15.9 |
| 2011–12  | Portland    | 66  | 53  | 33.8 | .412 | .383 | .860 | 3.4 | 1.7 | 1.5 | .2 | 13.7 |
| 2012–13  | Portland    | 69  | 69  | 34.8 | .436 | .398 | .797 | 2.8 | 2.5 | 1.3 | .3 | 14.8 |
| 2013–14  | Portland    | 82  | 82  | 34.0 | .441 | .393 | .837 | 3.5 | 2.4 | 1.3 | .3 | 16.4 |
| 2014–15  | Portland    | 60  | 60  | 33.7 | .448 | .389 | .752 | 3.7 | 2.3 | 1.3 | .2 | 15.9 |
| 2015–16  | Dallas      | 78  | 78  | 33.9 | .388 | .360 | .863 | 3.1 | 1.9 | 1.0 | .2 | 12.5 |
| 2016–17  | Dallas      | 73  | 73  | 34.2 | .393 | .363 | .816 | 3.5 | 2.9 | 1.1 | .2 | 13.5 |
| 2017–18  | Dallas      | 63  | 62  | 33.8 | .406 | .381 | .822 | 3.1 | 2.7 | 1.2 | .3 | 12.7 |
| 2018–19  | Dallas      | 44  | 44  | 29.8 | .414 | .380 | .791 | 2.3 | 2.3 | .8  | .3 | 13.1 |
| 2018–19  | New York    | 2   | 1   | 27.0 | .211 | .200 | .800 | 1.5 | 2.5 | .5  | .5 | 7.0  |
| 2018–19  | Indiana     | 23  | 23  | 31.5 | .386 | .369 | .854 | 2.8 | 2.4 | .9  | .2 | 10.9 |
| 2019–20  | Milwaukee   | 67  | 67  | 24.4 | .396 | .364 | .765 | 2.5 | 1.4 | .6  | .1 | 7.4  |
| 2020–21  | L.A. Lakers | 58  | 10  | 19.5 | .353 | .335 | .854 | 1.6 | .9  | .7  | .3 | 4.8  |
| 2021–22  | Milwaukee   | 49  | 14  | 20.4 | .395 | .338 | .786 | 1.9 | .7  | .5  | .2 | 5.1  |
| 2022–23  | Milwaukee   | 52  | 0   | 15.8 | .363 | .315 | .857 | 2.2 | .7  | .4  | .3 | 3.4  |
| 2023–24  | Atlanta     | 36  | 3   | 11.5 | .351 | .348 | .750 | 1.5 | .6  | .4  | .3 | 3.1  |
| Carreira | Carreira    | 986 | 756 | 28.0 | .395 | .359 | .816 | 2.6 | 1.8 | .9  | .2 | 10.5 |

#### Play-In
| Ano      | Equipe      | PJ | PT | MPJ  | AP   | 3P   | LL | RT  | AS  | BR | TO | PPJ |
| -------- | ----------- | -- | -- | ---- | ---- | ---- | -- | --- | --- | -- | -- | --- |
| 2021     | L.A. Lakers | 1  | 0  | 14.5 | .250 | .250 | —  | 1.0 | 1.0 | .0 | .0 | 3.0 |
| 2024     | Atlanta     | 1  | 0  | 9.7  | .000 | .000 | —  | .0  | 1.0 | .0 | .0 | .0  |
| Carreira | Carreira    | 2  | 0  | 12.1 | .125 | .125 | —  | .5  | 1.0 | .0 | .0 | 1.5 |

#### Playoffs
| Ano      | Equipe      | PJ | PT | MPJ  | AP   | 3P   | LL    | RT  | AS  | BR  | TO | PPJ  |
| -------- | ----------- | -- | -- | ---- | ---- | ---- | ----- | --- | --- | --- | -- | ---- |
| 2010     | Utah        | 10 | 10 | 37.1 | .386 | .357 | .813  | 4.4 | 1.7 | 1.8 | .5 | 13.2 |
| 2011     | Portland    | 6  | 6  | 33.7 | .474 | .381 | .842  | 1.2 | 1.0 | .7  | .2 | 13.0 |
| 2014     | Portland    | 11 | 11 | 38.7 | .412 | .324 | .813  | 3.8 | 1.3 | 1.3 | .5 | 14.5 |
| 2016     | Dallas      | 5  | 5  | 34.6 | .333 | .286 | .789  | 3.6 | 1.2 | 1.2 | .0 | 13.0 |
| 2019     | Indiana     | 4  | 4  | 29.8 | .300 | .333 | 1.000 | 2.5 | 2.0 | .8  | .3 | 7.0  |
| 2020     | Milwaukee   | 10 | 10 | 24.6 | .421 | .395 | .700  | 1.8 | .9  | .9  | .4 | 7.2  |
| 2021     | L.A. Lakers | 6  | 1  | 18.3 | .303 | .280 | 1.000 | 1.7 | .3  | .3  | .0 | 5.5  |
| 2022     | Milwaukee   | 12 | 12 | 28.7 | .391 | .400 | .667  | 3.1 | 1.2 | .8  | .3 | 6.2  |
| 2023     | Milwaukee   | 2  | 0  | 20.6 | .444 | .571 | —     | 1.5 | .5  | 1.0 | .5 | 6.0  |
| Carreira | Carreira    | 66 | 59 | 29.5 | .384 | .369 | .828  | 2.6 | 1.1 | .9  | .3 | 9.5  |

### Universitário
| Ano      | Equipe    | PJ  | PT  | MPJ  | AP   | 3P   | LL   | RT  | AS  | BR  | TO | PPJ  |
| -------- | --------- | --- | --- | ---- | ---- | ---- | ---- | --- | --- | --- | -- | ---- |
| 2005–06  | Marquette | 23  | 13  | 24.9 | .399 | .438 | .788 | 4.0 | 2.2 | 1.3 | .2 | 9.0  |
| 2006–07  | Marquette | 34  | 34  | 31.2 | .438 | .288 | .770 | 5.3 | 2.2 | 1.4 | .1 | 12.6 |
| 2007–08  | Marquette | 35  | 35  | 28.9 | .434 | .313 | .790 | 4.4 | 1.7 | 1.0 | .3 | 11.3 |
| 2008–09  | Marquette | 35  | 35  | 34.0 | .475 | .368 | .829 | 5.7 | 2.5 | 1.2 | .5 | 18.3 |
| Carreira | Carreira  | 127 | 117 | 29.7 | .436 | .351 | .794 | 4.8 | 2.1 | 1.2 | .2 | 12.8 |